# Lliga ruandesa de futbol
La lliga ruandesa de futbol (Primus National Soccer League) és la màxima competició futbolística de Ruanda. Fou creada l'any 1975.

## Clubs participants temporada 2019-20
| Club           | Ciutat    |
| -------------- | --------- |
| Gasogi United  | Kigali    |
| APR            | Kigali    |
| AS Kigali      | Kigali    |
| Bugesera       | Nyamata   |
| Espoir         | Cyangugu  |
| Etincelles     | Gisenyi   |
| Gicumbi        | Byumba    |
| Kiyovu Sports  | Kigali    |
| Marines        | Gisenyi   |
| Muhanga        | Muhanga   |
| Mukura Victory | Butare    |
| Musanze        | Ruhengeri |
| Police         | Kigali    |
| Rayon Sports   | Nyanza    |
| Heroes FC      | Kigali    |
| Sunrise FC     | Nyagatare |

## Historial
Font:
- 1947-68: desconegut
- 1969:  Kiyovu Sports (1)
- 1970: desconegut
- 1971:  Kiyovu Sports (2)
- 1972-74: desconegut
- 1975:  Rayon Sports (1)
- 1976-79: desconegut
- 1980:  Panthères Noires (1)
- 1981:  Rayon Sports (2)
- 1982: no es disputà
- 1983:  Kiyovu Sports (3)
- 1984:  Panthères Noires (2)
- 1985:  Panthères Noires (3)
- 1986:  Panthères Noires (4)
- 1987:  Panthères Noires (5)
- 1988:  Mukungwa Ruhengeri (1)
- 1989:  Mukungwa Ruhengeri (2)
- 1990-91: no es disputà
- 1992:  Kiyovu Sports (4)
- 1993:  Kiyovu Sports (5)
- 1994-95:  APR FC (1)
- 1996:  APR FC (2)
- 1997:  Rayon Sports (3)
- 1998:  Rayon Sports (4)
- 1999:  APR FC (3)
- 2000:  APR FC (4)
- 2001:  APR FC (5)
- 2002:  Rayon Sports (5)
- 2003:  APR FC (6)
- 2004:  Rayon Sports (6)
- 2005:  APR FC (7)
- 2006:  APR FC (8)
- 2006-07:  APR FC (9)
- 2007-08:  ATRACO FC (1)
- 2008-09:  APR FC (10)
- 2009-10:  APR FC (11)
- 2010-11:  APR FC (12)
- 2011-12:  APR FC (13)
- 2012-13:  Rayon Sports (7)
- 2013-14:  APR FC (14)
- 2014-15:  APR FC (15)
- 2015-16:  APR FC (16)
- 2016-17:  Rayon Sports (8)
- 2017-18:  APR FC (17)
- 2018-19:  Rayon Sports (9)
- 2019-20:  APR FC (18)
- 2020-21:  APR FC (19)[2]
- 2021-22:  APR FC (20)[3]
- 2022-23:  APR FC (21)